# Immoralista
Immoralista (L'Immoraliste) – opowiadanie André Gide'a z 1902 roku. Polski przekład Izabelli Rogozińskiej ukazał się w 1984 roku. Utwór jest uzupełnieniem opowiadania Ciasna brama.

## Fabuła
Michel to tytułowy immoralista, ateista, erudyta niedbający o dobra materialne. Ożenił się po krótkiej znajomości, bez prawdziwej miłości, z oddaną mu religijną Marceline. W podróż poślubną wybrali się do Afryki Północnej, m.in. do Tunisu. Michel zachorował tam poważnie na gruźlicę i walczył ze śmiercią w Biskirze w Algierii. Obserwował tryskających zdrowiem arabskich chłopców i wróciła mu chęć życia, zapragnął wyzdrowieć i udało się. Stał się nowym człowiekiem, zwracającym uwagę na swoje ciało i otaczającą go fizyczną teraźniejszość.
Marceline troskliwie się nim opiekowała. Michel z wdzięczności zabrał ją do Włoch, gdzie ich miłość kwitła. Potem powrócili do Francji, mieszkali w Normandii i w Paryżu, gdzie Michel uzyskał katedrę w Collège de France. W Paryżu poznał Ménalque'a, który wyznawał podobną jak jego filozofię. Ménalque żył teraźniejszością, nie lubił postawy materialistycznej, męczyło go społeczeństwo. 
Ciężarna Marceline poroniła i odtąd była chorowita. Para zamieszkała w Szwajcarii, gdzie kobieta mogła się leczyć. Jednak Michel namówił ją do wyjazdu do Biskiry, a potem Tukkurtu. Tam Marceline zmarła z wycieńczenia, osamotnienia i goryczy. Michel wiódł tam próżniacze życie, a potem poprosił przyjaciół, żeby go wyciągnęli z tej pustki.